# Temporada de furacões no Pacífico de 2004
A temporada de furacões no Pacífico de 2004 foi um evento no ciclo anual de formação de ciclones tropicais. A temporada começou em 15 de maio de 2009 para o Oceano Pacífico Nordeste, a leste do meridiano 140 W, e em 1 de junho para o Pacífico Centro-Norte, entre a Linha Internacional de Data e o meridiano 140 W, e terminou em 30 de novembro de 2009 para ambas as regiões. Estas datas delimitam convencionalmente o período de cada ano quando a maioria dos ciclones tropicais tende a se formar na bacia do Pacífico Nordeste.
A atividade da temporada de furacões no Pacífico de 2004 ficou abaixo da média, com um total de 12 tempestades dotadas de nome e seus furacões, sendo que três destes atingiram a intensidade igual ou superior a um furacão de categoria 3 na escala de furacões de Saffir-Simpson.
A temporada começou com a formação da fraca tempestade tropical Agatha em 22 de maio. O segundo sistema tropical da temporada, a depressão tropical Dois-E, formou-se mais de um mês depois. No geral, a atividade ciclônica da temporada ficou abaixo da média. Outros sistemas notáveis da temporada são os furacões Darby, Howard e Javier, que atingiram a intensidade equivalente ou superior à categoria 3. Além disso, o sistema remanescente de Javier causou danos moderados no noroeste do México e no oeste dos Estados Unidos. Além destes, a tempestade tropical Lester afetou a costa sudoeste do México e a Dezesseis-E atingiu a costa oeste do México, não causando danos significativos.

## Nomes das tempestades
Os nomes seguintes foram usados para dar nomes a tempestades que se formam em 2004 no oceano Pacífico Nordeste. Devido à falta de impactos significativos, nenhum nome foi retirado da lista, que será usada novamente na temporada de furacões no Pacífico de 2010.
| - Agatha - Blas - Celia - Darby - Estelle - Frank - Georgette - Howard | - Isis - Javier - Kay - Lester - Madeline (sem usar) - Newton (sem usar) - Orlene (sem usar) - Paine (sem usar) | - Roslyn (sem usar) - Seymour (sem usar) - Tina (sem usar) - Virgil (sem usar) - Winifred (sem usar) - Xavier (sem usar) - Yolanda (sem usar) - Zeke (sem usar) |